# 台東区指定・登載文化財一覧
台東区指定・登載文化財一覧（たいとうくしてい・とうさいぶんかざいいちらん）は、東京都台東区の指定・登載などの文化財を一覧形式でまとめたものである。全てを掲載しているわけではない。

## 無形文化財

### 芸能
（平成19年9月現在、全部で1件）
- 雅楽（ががく）〔下谷〕　平成11年度指定　※小野雅楽会

### 工芸技術
- 江戸刺繍（えどししゅう）〔上野〕　平成3年度指定　※野村國俊

## 生活文化財
- 銅壺作り（どうこづくり）〔浅草〕　平成4年度指定　※星野昇

## 有形文化財

### 建造物
- 石造宝篋印塔（せきぞうほうきょういんとう）〔蔵前〕　平成4年度登載　※長応院に所在

### 彫刻
- 木造毘沙門天立像（もくぞうびしゃもんてんりゅうぞう）〔谷中〕　昭和62年度指定　※天王寺に所在
- 木造阿弥陀如来坐像（もくぞうあみだにょらいざぞう）〔谷中〕　昭和63年度登載　※自性院に所在

### 歴史資料
- 正応六年銘不動板碑（しょうおうろくねんめいふどういたび）〔蔵前〕平成元年度登載　※竜宝寺に所在

## 史跡
- 狩野芳崖墓　付．狩野芳崖翁碑（かのうほうがいはか　つけたり.かのうほうがいおうひ）〔谷中〕平成3年度登載　※長安寺に所在